# 白胸黑雀
白胸黑雀（学名：Nigrita fusconota）是梅花雀科黑雀属的一种，廣泛分布於非洲大陸。其全球活动范围有2,700,000平方千米。
白胸黑雀栖息于森林中，常见于安哥拉、贝宁、喀麦隆、中非共和国、刚果共和国、刚果民主共和国、科特迪瓦、赤道几内亚、加蓬、加纳、几内亚、肯尼亚、利比里亚、马里、尼日利亚、卢旺达、塞拉利昂、坦桑尼亚和乌干达。该物种的保护状况被评为无危。